# Seleção Albanesa de Futebol

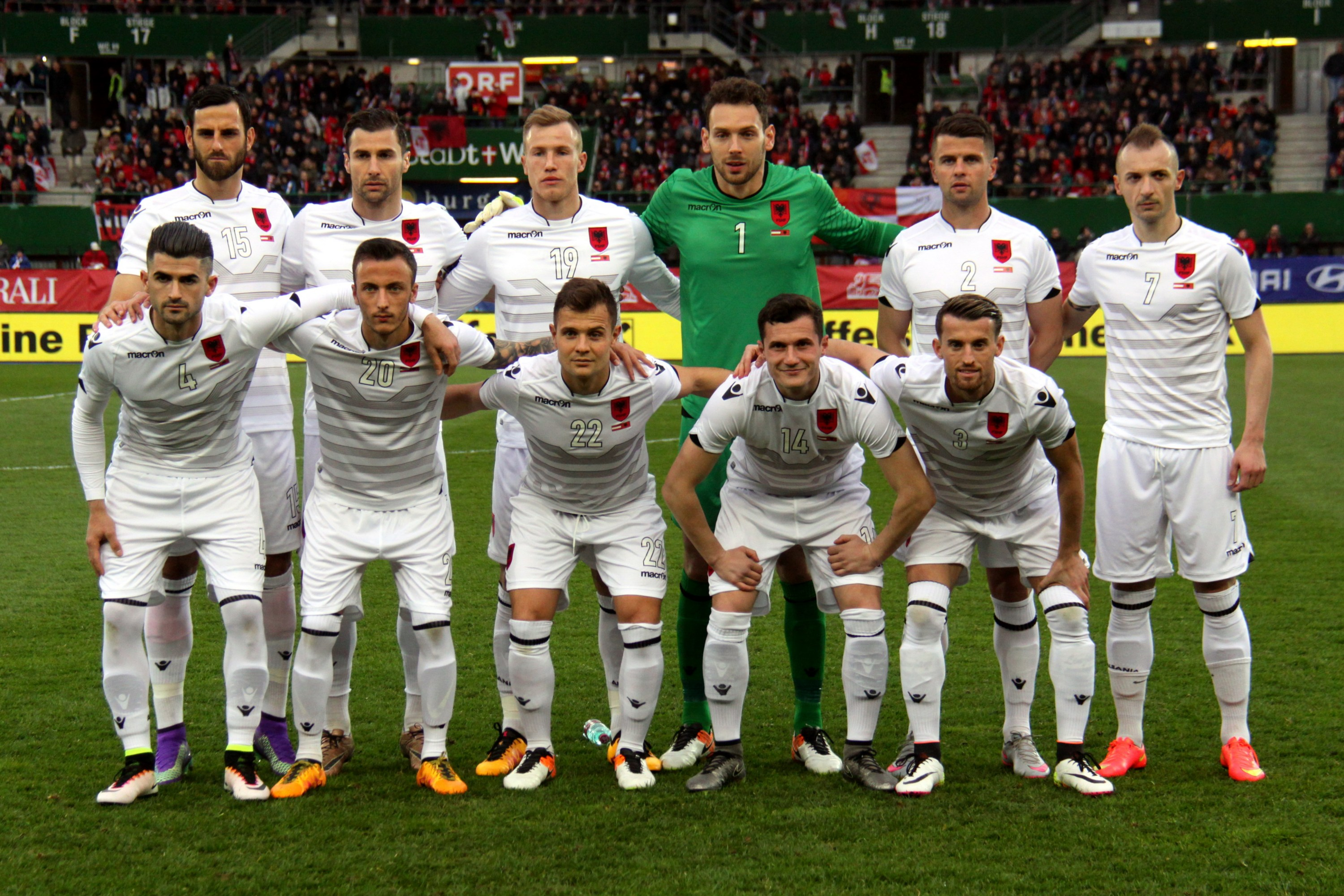
Seleção Albanesa de Futebol (2016)

A Seleção Albanesa de Futebol (AO 1945: Selecção Albanesa de Futebol) é a seleção nacional de futebol da Albânia, e é controlada pela Associação de Futebol da Albânia. Apesar de não serem considerados um dos maiores times da Europa, os albaneses são apaixonados por futebol e por sua equipe nacional, conseguindo um bom desempenho contra adversários mais ilustres.
Fundado em 6 de junho de 1930, o time da Albânia teve de esperar 16 anos para jogar sua primeira partida internacional, contra a Iugoslávia em 1946. Em 1932, a Albânia já tinha aderido a FIFA, e em 1954, foi um dos membros fundadores da UEFA. A equipe foi convidada a participar da Copa do Mundo de 1934, mas devido a dificuldades de organização, não participou.
Além das equipes sênior, a Albânia também tem equipes de Sub-21, Sub-19, Sub-17 e Sub-15. A equipe mais bem sucedida da história é a Sub-21. Na Eurocopa Sub-21 de 1984, chegando até as Quartas-de-final, sendo derrotado pela Itália, por 2-0. Eles se tornaram a única equipe da Albânia, em qualquer nível a chegar, para se classificar para um torneio internacional. Atualmente a Albânia não tem uma equipe feminina, mas possui uma liga.
A maioria dos jogos da seleção albanesa são jogados no Qemal Stafa. O estádio foi construído por volta dos anos 1930, como um estádio multi-uso. Hoje é usado principalmente para jogos de futebol. O estádio tem capacidade para 19.600 espectadores. A Albânia também tem utilizado o Loro-Boriçi Stadium, em Shkodër, onde eles jogaram algumas partidas que obtiveram sucesso, como ganhar da Rússia, por 3-1, na classificação para a Eurocopa 2004. Há um boato de que a Associação de Futebol da Albânia está planejando construir um estádio em Tirana, com capacidade para 30.000 espectadores.
Em 14 de março de 2008, a Albânia foi suspensa do futebol internacional (FIFA e UEFA), devido à forte interferência política nos jogos da seleção nacional. A suspensão durou 46 dias.

## Taça dos Balcãs, Eurocopa e Copas do Mundo FIFA

### Copa do Mundo FIFA de 2010
Foi uma das melhores campanhas da Albânia em eliminatórias para a Copa do Mundo, com um empate contra a Suécia. Quatro dias depois venceu Malta, por um placar de 3-0. Em 11 de outubro, no entanto a Albânia perdeu para a Hungria, por 2-0. Mas surpreendeu o mundo empatando com Portugal, por 0-0 em Braga. Em 11 de fevereiro, a Albânia não conseguiu ganhar de Malta, empatando em 0-0. Em 28 de março perdeu para a Hungria, por 1-0. Em 1 de abril, a Albânia perdeu por 3-0, para a Dinamarca. Na partida em casa contra Portugal, a Albânia perdeu por 2-1, já no final. O último resultado memorável da equipe foi um empate por 1-1 com a Dinamarca. A Albânia terminou a campanha com uma decepcionante derrota contra a Suécia por 4-1.

### Eurocopa 2012
O sorteio para as eliminatórias da Eurocopa 2012, foi realizada em 7 de fevereiro de 2010, com partidas programadas para começarem entre 3 e 4 de setembro. A Albânia ficou no Grupo D, juntamente com França, Romênia, Bósnia e Herzegóvina, Bielorrússia e Luxemburgo.

## História Gerencial
| Treinador           | Treinador           | Nacionalidade        | Nacionalidade        | Duração   |           |
| ------------------- | ------------------- | -------------------- | -------------------- | --------- | --------- |
| Ljubiša Broćić      | Ljubiša Broćić      | Iugoslávia           | Iugoslávia           | 1946      | 1946      |
| Adem Karapici       | Adem Karapici       | Albânia              | Albânia              | 1947      | 1947      |
| Ljubiša Broćić      | Ljubiša Broćić      | Iugoslávia           | Iugoslávia           | 1947      | 1947      |
| Adem Karapici       | Adem Karapici       | Albânia              | Albânia              | 1947–1948 | 1947–1948 |
| Sllave Llambi       | Sllave Llambi       | Albânia              | Albânia              | 1949      | 1949      |
| Ludovik Jakova      | Ludovik Jakova      | Albânia              | Albânia              | 1949–1950 | 1949–1950 |
| Myslym Alla         | Myslym Alla         | Albânia              | Albânia              | 1952      | 1952      |
| Miklós Vadas        | Miklós Vadas        | Hungria              | Hungria              | 1953      | 1953      |
| Nikolay Lyukshinov  | Nikolay Lyukshinov  | União Soviética      | União Soviética      | 1956–1957 | 1956–1957 |
| Loro Boriçi         | Loro Boriçi         | Albânia              | Albânia              | 1957–1963 | 1957–1963 |
| Zyber Konçi         | Zyber Konçi         | Albânia              | Albânia              | 1963–1965 | 1963–1965 |
| Loro Boriçi         | Loro Boriçi         | Albânia              | Albânia              | 1965–1972 | 1965–1972 |
| Myslym Alla         | Myslym Alla         | Albânia              | Albânia              | 1972–1973 | 1972–1973 |
| Ilia Shuke          | Ilia Shuke          | Albânia              | Albânia              | 1973      | 1973      |
| Loro Boriçi         | Loro Boriçi         | Albânia              | Albânia              | 1976      | 1976      |
| Zyber Konçi         | Zyber Konçi         | Albânia              | Albânia              | 1980      | 1980      |
| Loro Boriçi         | Loro Boriçi         | Albânia              | Albânia              | 1981      | 1981      |
| Shyqyri Rreli       | Shyqyri Rreli       | Albânia              | Albânia              | 1982–1985 | 1982–1985 |
| Agron Sulaj         | Agron Sulaj         | Albânia              | Albânia              | 1985–1987 | 1985–1987 |
| Shyqyri Rreli       | Shyqyri Rreli       | Albânia              | Albânia              | 1988–1989 | 1988–1989 |
| Bejkush Birçe       | Bejkush Birçe       | Albânia              | Albânia              | 1990      | 1990      |
| Agron Sulaj         | Agron Sulaj         | Albânia              | Albânia              | 1990      | 1990      |
| Bejkush Birçe       | Bejkush Birçe       | Albânia              | Albânia              | 1991–1994 | 1991–1994 |
| Neptun Bajko        | Neptun Bajko        | Albânia              | Albânia              | 1994–1996 | 1994–1996 |
| Astrit Hafizi       | Astrit Hafizi       | Albânia              | Albânia              | 1997–1999 | 1997–1999 |
| Medin Zhega         | Medin Zhega         | Albânia              | Albânia              | 2000–2001 | 2000–2001 |
| Sulejman Demollari  | Sulejman Demollari  | Albânia              | Albânia              | 2001–2002 | 2001–2002 |
| Giuseppe Dossena    | Giuseppe Dossena    | Itália               | Itália               | 2002      | 2002      |
| Hans-Peter Briegel  | Hans-Peter Briegel  | Alemanha             | Alemanha             | 2003–2006 | 2003–2006 |
| Otto Barić          | Otto Barić          | Croácia              | Croácia              | 2006–2007 | 2006–2007 |
| Slavko Kovačić      | Slavko Kovačić      | Croácia              | Croácia              | 2007      | 2007      |
| Arie Haan           | Arie Haan           | Países Baixos        | Países Baixos        | 2008–2009 | 2008–2009 |
| Josip Kuže          | Josip Kuže          | Croácia              | Croácia              | 2009–2011 | 2009–2011 |
| Džemal Mustedanagić | Džemal Mustedanagić | Bósnia e Herzegovina | Bósnia e Herzegovina | 2011      | 2011      |
| Gianni De Biasi     | Gianni De Biasi     | Itália               | Itália               | 2012–2017 | 2012–2017 |
| Christian Panucci   | Christian Panucci   | Itália               | Itália               | 2017–2019 | 2017–2019 |
| Ervin Bulku         | Ervin Bulku         | Albânia              | Albânia              | 2019      | 2019      |
| Edoardo Reja        | Edoardo Reja        | Itália               | Itália               | 2019–2022 | 2019–2022 |
| Sylvinho            | Sylvinho            | Brasil               | Brasil               | 2023–     | 2023–     |

## Jogadores

### Jogadores com mais partidas
Abaixo está uma lista de 10 jogadores com mais partidas pela Albânia.